# Tsu (kana)
つ in hiragana o ツ in katakana è un kana giapponese e rappresenta una mora. La sua pronuncia è [tsɯ] .
Questo kana non deve essere confuso con il sokuon che utilizza lo stesso grafema, anche se di dimensione inferiore, e che ha utilizzi differenti.
|          | tsu | sokuon |
| Hiragana | つ  | っ     |
| Katakana | ツ  | ッ     |
| -------- | --- | ------ |

| Forme                      | Rōmaji          | Hiragana        | Katakana        |
| -------------------------- | --------------- | --------------- | --------------- |
| Normale ts- (た行 ta-gyō)  | tsu             | つ              | ツ              |
| Normale ts- (た行 ta-gyō)  | tsuu tsū        | つう, つぅ つー | ツウ, ツゥ ツー |
| dakuten d/z- (だ行 da-gyō) | du, zu, dzu     | づ              | ヅ              |
| dakuten d/z- (だ行 da-gyō) | duu, zuu dū, zū | づう, づぅ づー | ヅウ, ヅゥ ヅー |

| tsa   | つぁ | ツァ |
| tsi   | つぃ | ツィ |
| (tsu) | (つ) | (ツ) |
| tse   | つぇ | ツェ |
| tso   | つぉ | ツォ |

| zwa   | づぁ | ヅァ |
| zwi   | づぃ | ヅィ |
| (zwu) | (づ) | (ヅ) |
| zwe   | づぇ | ヅェ |
| zwo   | づぉ | ヅォ |

## Scrittura

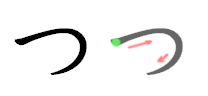
Stile di scrittura di つ

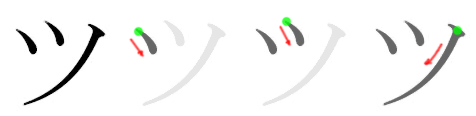
Stile di scrittura di ツ